# O własnej sile
O własnej sile – komedia Juliana Adolfa Święcickiego w trzech aktach ogłoszona w 1884.

## Treść
Utwór porusza temat pracy zarobkowej kobiet. Akcja rozgrywa się w Warszawie. Rodzina Drzymskich popada w tarapaty finansowe i jedyne wyjście widzi w wydaniu za mąż córki, Wandy, za starego i bogatego hrabiego. Wanda postępuje wbrew konwenansom swojej epoki i postanawia poradzić sobie finansowo o własnej sile. Pomaga jej w tym kuzynka, Marylka, której majątek rodzinny również jest zagrożony. Dziewczęta wspólnie zakładają zakład szewski i introligatorski.